# Бурбах (Рейнланд-Пфальц)
Бурбах (нім. Burbach) — громада в Німеччині, розташована в землі Рейнланд-Пфальц. Входить до складу району Бітбург-Прюм. Складова частина об'єднання громад Бітбургер-Ланд.
Площа — 16,88 км2. Населення становить 724 ос. (станом на 31 грудня 2020).